# Зеликман, Николь
Николь Зеликман (ивр. ניקול זליקמן‎; род. 30 января 2001, Кфар-Сава, Израиль) — израильская гимнастка, участница Олимпийских игр 2020 года,

## Биография
Николь родилась 30 января 2001 года в городе Кфар-Сава. Родители Николь родом из Баку. Художественной гимнастикой начала заниматься в три года под руководством своей матери Елены Зеликман, бывшей спортсменки, которая была её личным тренером.

### Спортивная карьера
Юношеские соревнования.
В 2012 году Николь впервые выступила на международном турнире на кубке 18th MISS VALENTINE в Тарту, Эстония и на 3-м международном турнире Vitry Cup+junior в Льорет-де-Мар, Испания.
Первые медали Николь завоевала в 2016 году на турнире Гран-при в Москве - серебряную медаль в упражнениях с обручем и бронзовую в упражнениях с мячом.
В 2016 году Николь Зеликман приняла участие в ЧЕ 2016 среди взрослых и юниоров, который проходил в Холоне, Израиль и звняла 2-место в упражнениях с обручем и 3-е в упражнениях с мячом.
Соревнования среди взрослых

### Олимпиада 2020
| Соревнование      | Спортсмены      | Квалификация | Квалификация | Квалификация | Квалификация | Квалификация | Квалификация | Финал  | Финал  | Финал  | Финал  | Финал  | Финал |
| Соревнование      | Спортсмены      |              |              |              |              | Всего        | Место        |        |        |        |        | Всего  | Место |
| ----------------- | --------------- | ------------ | ------------ | ------------ | ------------ | ------------ | ------------ | ------ | ------ | ------ | ------ | ------ | ----- |
| личное многоборье | Николь Зеликман | 24,350       | 25,500       | 24,950       | 21,100       | 95,900       | 7 Q          | 23,700 | 24,150 | 25,600 | 22,150 | 95,600 | 7     |

В январе 2022 года объявила о завершении спортивной карьеры